# Bryan Dabo
Bryan Dabo (Marseille, 18 februari 1992) is een Frans-Malinees-Burkinees voetballer die doorgaans als defensieve middenvelder speelt. Hij verruilde AS Saint-Étienne in januari 2018 voor Fiorentina. Dabo debuteerde in 2018 in het Burkinees voetbalelftal.

## Clubcarrière
Dabo is een zoon van een Malinese moeder en een Burkinese vader. Hij stroomde door vanuit de jeugdopleiding van Montpellier HSC. Hij debuteerde op 15 mei 2010 in de Ligue 1, in het Parc des Princes. Montpellier versloeg Paris Saint-Germain die dag met 1-3. Op 7 juni 2012 tekende hij zijn eerste profcontract. Op 15 december 2012 kreeg hij zijn eerste basisplaats, in een wedstrijd die eindigde in een overwinning op SC Bastia (4-0).
1 Terracciano ·
2 Dodô ·
3 Biraghi  ·
4 Bove ·
5 Pongračić ·
6 Ranieri ·
7 Sottil ·
8 Mandragora ·
9 Beltrán ·
10 Guðmundsson ·
11 Ikoné ·
15 Comuzzo ·
17 Zaniolo ·
20 Kean ·
21 Gosens ·
22 Moreno ·
23 Colpani ·
24 Richardson ·
28 Martínez Quarta ·
29 Adli ·
30 Martinelli ·
32 Cataldi ·
33 Kayode ·
43 De Gea ·
53 Christensen ·
65 Parisi ·
99 Kouamé ·
Coach: Palladino
· Assistent-coach: Peluso